# Sigtuna (đô thị)
Đô thị Sigtuna (tiếng Thụy Điển: Sigtuna kommun) là một đô thị ở hạt Stockholm của Thụy Điển. Thủ phủ là thị xã Sigtuna. Dân số thời điểm 31 tháng 12 năm 2000 là 35001 người.